# Interfobia
L'interfobia, o intersexfobia, è la paura e l'avversione irrazionale nei confronti delle persone intersessuali o dell'intersessualità in generale.
Gli individui intersessuali sviluppano naturalmente caratteri sessuali, come cromosomi, gonadi o genitali che, secondo l'Alto commissariato delle Nazioni Unite per i diritti umani, "non rientrano nelle tipiche nozioni binarie di corpi maschili o femminili". Poiché i loro corpi sono visti come diversi, i bambini e gli adulti intersessuali sono spesso stigmatizzati e soggetti a varie violazioni dei diritti umani.
Il trattamento discriminatorio comprende l'infanticidio, l'abbandono, la mutilazione e la negligenza, nonché preoccupazioni più ampie riguardanti il diritto alla vita. Le persone intersessuali subiscono discriminazioni nei campi dell'istruzione, dell'occupazione, della salute e dello sport, con un impatto sulla salute mentale e fisica e sui livelli di povertà, anche a causa di pratiche mediche dannose.
Le Nazioni Unite, la Commissione africana per i diritti umani e dei popoli, il Consiglio d'Europa, la Commissione interamericana per i diritti umani e altre istituzioni per i diritti umani hanno invitato i paesi a proibire la discriminazione e combattere lo stigma. Finora, solo pochi paesi proteggono le persone intersessuali dalla discriminazione.

## Protezione contro la discriminazione
Protezione esplicita contro la discriminazione in base alle caratteristiche sessuali
     Protezione esplicita contro la discriminazione in base allo stato intersessuale
     Protezione esplicita contro la discriminazione in base agli attributi sessuali

Protezione esplicita contro la discriminazione in base alle caratteristiche sessuali
Protezione esplicita contro la discriminazione in base allo stato intersessuale
Protezione esplicita contro la discriminazione in base agli attributi sessuali

Un primo studio pilota internazionale del 2013, Human Rights Between the Genders, condotto da Dan Christian Ghattas, ha rilevato che le persone intersessuali sono discriminate in tutto il mondo: "Gli individui intersessuali sono considerati individui con un 'disturbo' in tutte le aree in cui prevale la medicina occidentale. Sono più o meno ovviamente trattati come malati o 'anormali', a seconda della rispettiva società".
Le Nazioni Unite affermano che le persone intersessuali affrontano regolarmente lo stigma basato sulle loro caratteristiche fisiche, "comprese le violazioni dei loro diritti alla salute e all'integrità fisica, la libertà dalla tortura e dai maltrattamenti, e l'uguaglianza e la non discriminazione". Le Nazioni Unite hanno esortato i governi ad agire per prevenire la discriminazione contro le persone intersessuali:
Ad oggi, solamente alcune giurisdizioni forniscono protezioni esplicite contro la discriminazione per le persone intersessuali. Il Sudafrica è stato il primo paese ad aggiungere esplicitamente l'intersessualità alla sua legislazione. L'Australia è stato il primo paese ad aggiungere un attributo indipendente di "status intersessuale". Malta è stata la prima ad adottare un quadro normativo più ampio, attraverso una legislazione che ha posto fine anche alle modifiche ai caratteri sessuali dei minori effettuate per motivi sociali e culturali. Anche la Bosnia-Erzegovina e la Grecia hanno successivamente vietato la discriminazione e i crimini di odio basati sulle "caratteristiche sessuali".

## Integrità fisica e autonomia corporea
In ambienti con sistemi sanitari accessibili, le persone intersessuali sono spesso soggette a pratiche dannose, inclusi trattamenti involontari o coercitivi, mentre in ambienti privi di tali sistemi possono verificarsi anche infanticidio, abbandono e mutilazione.
Nei casi in cui tali procedure si verificano senza il consenso informato dell'individuo, si tratta di "violazione dei loro diritti alla salute e all'integrità fisica, alla libertà dalla tortura e dai maltrattamenti, e all'uguaglianza e alla non discriminazione".
Uno studio australiano del 2016 ha rilevato che su 272 persone nate con caratteristiche sessuali atipiche il 60% aveva ricevuto cure mediche in base alle proprie caratteristiche sessuali, più comunemente "chirurgia genitale e trattamenti ormonali", la metà dei quali in età minorile. La maggior parte degli intervistati ha avuto "un impatto negativo dal trattamento". Nel complesso, mentre alcuni genitori e medici hanno cercato di assistere i partecipanti, lo studio ha trovato "forti prove che suggeriscono un modello di vergogna istituzionalizzata e trattamento coercitivo". Il 16% dei partecipanti allo studio non ha ricevuto informazioni sulle opzioni alternative al trattamento, mentre alcuni hanno ricevuto informazioni errate sulla natura del loro trattamento e sul supporto tra pari. OII Europa ha riferito:
Le ragioni dell'intervento medico si concentrano principalmente sul disagio dei genitori o sulla formulazione di giudizi soggettivi sul rischio di disforia di genere. Le istituzioni per i diritti umani mettono in dubbio questi approcci in quanto "fondati su costruzioni sociali ridondanti intorno al genere e alla biologia".
Nonostante la denominazione delle dichiarazioni cliniche come dichiarazioni di "consenso", non esiste ancora un consenso clinico sulla conduzione degli interventi chirurgici, in quanto non vi sono attualmente di prove a favore di essi. La chirurgia può infatti influire negativamente sulla sensazione fisica e sulla vita sessuale; tuttavia, la ricerca ha mostrato che i genitori sono solitamente disposti ad acconsentire a interventi chirurgici che alterano l'aspetto, anche a costo di future implicazioni negative. Gli esperti di diritti dell'infanzia suggeriscono che i genitori non dovrebbero avere il diritto di acconsentire a questi trattamenti.

## Idee di base e stereotipi negativi
Una causa sempre più comune di crimini d'odio contro le persone intersessuali è l'affermazione neurologica secondo cui il cervello di uomini e donne ha sessualità fondamentalmente diverse, in particolare l'idea che gli uomini siano sessualmente impulsivi e aggressivi e tendano a mettere in atto le loro fantasie sessuali, mentre le donne abbiano una gamma più ampia di fantasie sessuali. In base a questa teoria, la combinazione di tratti maschili e femminili determinerebbe la tendenza delle persone intersessuali a compiere reati sessuali. Per alleviare questa grave discriminazione nei confronti delle persone intersessuali, alcuni ricercatori sostengono una maggiore informazione pubblica sulle fonti di errore negli studi sessuologici. Ad esempio, occorre prendere in considerazione la possibilità che i doppi standard nella società possano spaventare gli uomini più delle donne a parlare o rivelare le loro fantasie sessuali; altri studi rilevano che la pressione sociale sugli uomini ad essere mascolini porti a un aumento dell'aggressività.

## Aspetti legislativi
Come tutti gli individui, alcune persone intersessuali possono presentare una disforia di genere o identificarsi come non binari. Uno studio clinico del 2012 suggerisce che tra l'8,5 e il 20% delle persone con variazioni intersessuali possono sperimentare la disforia di genere. Una ricerca sociologica in Australia, paese che riconosce legalmente un terzo sesso, mostra invece che solo il 19% delle persone nate con caratteristiche sessuali atipiche seleziona l'opzione "X" o "altro", mentre il 52% sono donne, il 23% uomini e il 6% insicuri.
I passaporti e documenti d'identità australiani e di altre nazionalità hanno adottato "X" come terzo genere valido, oltre a "M" (maschile) e "F" (femminile), a partire dal 2003. Nel 2013, la Germania è diventata la prima nazione europea a consentire la registrazione di bambini intersessuali come genere indeterminato sui certificati di nascita. Tuttavia, il Consiglio d'Europa ha riconosciuto alcune preoccupazioni in un documento tematico del 2015, affermando che tale scelta possa causare "outing forzati" e "portare a una maggiore pressione sui genitori di bambini intersessuali affinché decidano a favore di un sesso". Il documento sostiene inoltre che "è necessaria un'ulteriore riflessione sull'identificazione legale non binaria".

## Sport
Le donne cisgender che mostrano caratteristiche intersessuali sono soggette a stigmatizzazione, umiliazione e giudizio mediatico. I regolamenti IAAF sull'iperandrogenismo, attualmente sospesi, richiedevano ai comitati olimpici nazionali di "indagare attivamente su qualsiasi deviazione percepita nelle caratteristiche sessuali delle atlete".
Nel 2013, è stato riportato in una rivista medica che quattro atlete d'élite anonime, provenienti da paesi in via di sviluppo, erano state sottoposte a gonadectomia (sterilizzazione) e clitoridectomia parziale (mutilazione genitale femminile), dopo che il test del testosterone aveva rivelato condizioni di intersessualità. Il test del testosterone è stato introdotto sulla scia del caso Caster Semenya, atleta sudafricana che è stata testata per dubbi riguardanti il suo aspetto e la sua resistenza. Ad oggi, gli studi condotti non sono riusciti a dimostrare che l'iperandrogenismo congenito conferisca un vantaggio significativo alle atlete d'élite in ambito sportivo. In Australia, nonostante le persone intersessuali siano protette dalla discriminazione, la legge prevede un'esenzione nel contesto sportivo.